# Andrzej Krasiński
Andrzej Krasiński Ślepowron (pl) (né vers 1518, mort en 1588), est un noble polonais, juge foncier (pl) de Ciechanów à partir de 1567, stolnik de Ciechanów en 1565, enseigne de Ciechanów en 1562-1563.

## Biographie
Andrzej est le fils de Jan Krasiński.
Il est membre de la Diète de Cracovie de 1533, de la Diète de Piotrków de 1562-1563 (pl), 1565 (pl) et 1567 (pl) et de la Diète de Varsovie de 1563-1564 pour la terre de Ciechanów (pl),,,. En tant que représentant de la Couronne du royaume de Pologne, il signe l'Acte d'Union de Lublin en 1569,. Il est membre de la Diète de 1572 (pl) et de la Diète de convocation de 1573 (pl) pour la voïvodie de Mazovie. Il signe la Confédération de Varsovie de 1573. Il est membre de la Diète de couronnement de 1574 pour la région de Ciechanów. En 1575, il vote en faveur de l'élection de Maximilien II de Habsbourg. Il est membre des Diètes de 1578 (pl) et de 1582 (pl) pour la région de Ciechanów.
Il est le père de Jan Andrzej (pl), chanoine de Gniezno, et de Stanisław Krasiński (pl), voïvode de Płock. Son frère est Franciszek Krasiński (pl), évêque de Cracovie.
Andrzej Krasiński est l'ancêtre de l'éminent poète polonais Zygmunt Krasiński, comme suit :
- Jan Krasiński, † 1546
  - Andrzej Krasiński, † 1588
    - Stanisław Krasiński (pl), † 1617
      - Ludwik Krasiński (pl), † 1644
        - Felicjan Krasiński, † 1713
          - Jan Józef Krasiński (pl), † 1764
            - Michał Hieronim Krasiński, † 1784
              - Jan Aleksander Krasiński (pl), † 1790
                - Wincenty Krasiński, † 1858
                  - Zygmunt Krasiński – † 1859